# Федерб, Луи Леон Сезар
Луи Леон Сезар Федерб (фр. Louis Léon César Faidherbe; 3 июня 1818, Лилль — 28 сентября 1889, Париж) — французский генерал, губернатор Сенегала, учёный-лингвист.
Родился 3 июня 1818 года в Лилле, образование получил в артиллерийской и инженерной школе в Меце.
Военную службу проходил в Алжире (1842—1847 годы), на Гваделупе (1848—1849 годы) и снова в Алжире (1849—1852 годы).
С 1852 года находился в Сенегале и с 1854 года был губернатором этой колонии. Во время его правления была построена железная дорога от Дакара к Нигеру.
Тяжело заболев Федерб в 1861 году уехал во Францию, но в 1863 году снова вернулся в Сенегал и находился там до 1865 года, когда получил назначение в Алжир. В Северной Африке неоднократно отличился в борьбе с местными предводителями.
Федерб также предпринял большую экспедицию в Египет и Судан и много путешествовал по Западной Африке.
В 1870 году Федерб сначала оставался комендантом Константины (в Алжире), a с падением Наполеона III был назначен командиром северной армии и выдержал с немцами несколько сражений, из которых основные — при Пон-Нуайелле и Сен-Кантене.
В 1879 году он был избран депутатом парламента от северных департаментов, в 1880 году назван великим канцлером ордена Почётного легиона.

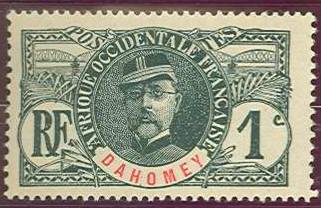
Почтовая марка Дагомеи с изображением Федерба

На основании своих научных изысканий составил словари нескольких африканских языков.
Скончался 28 сентября 1889 года в Париже. В его честь была названа станция Парижского метрополитена.
Награды
- Орден Почётного легиона:
  - большой крест (1880)
  - великий офицер (1871)
  - командор (1861)
  - офицер (1855)
  - кавалер (1852)
- Орден Академических пальм, офицер
- Воинская медаль
- Тунисский орден Славы